# 검은 사슴
《검은 사슴》은 한강이 집필한 대한민국의 소설 작품이다.  인영은 동거하던 의선이 옷을 하나씩 벗어던지고, 알몸으로 거리를 뛰어다닌다는 내용으로 인물들의 모습을 검은 사슴에 빗대며 어둠에서 빠져나가려고 발버둥 치지만 그럴수록 심연으로 추락하는 것을 묘사한다

## 참고문헌
1. ↑  안시욱, 처절하되 담담하고, 어둡지만 끈질긴 한강 작품들, 한국경제,  2024.10.11